# 이부프로펜
이부프로펜(Ibuprofen, 이전 명칭: 이소 부틸 프로판 페놀산)은 비스테로이드 항염증제로, 원래 상표명은 부루펜(Brufen)이다. 진통, 관절염, 해열, 특히 증상이 염증을 동반하는 경우에 사용된다. 아스피린에 비해 약하고 반감기가 짧기는 하지만, 용혈작용이 있다. 아세트아미노펜과는 달리, 위장에 영향을 줄 수 있으므로 공복을 피하여 복용해야 하며, 특히 음주 상태에서 복용 시 위장 출혈을 유발할 수 있으므로 피해야 한다. 약물 상호작용이 있을 수 있으므로 다른 약물과 함께 복용시 각별히 주의해야 한다.

## 역사
이부프로펜은 1960년대 동안 부츠 그룹의 연구 부문에 의해 프로피온산에서 추출된 것이다.

## 같이 보기
- 아세트아미노펜